# العلاقات الكاميرونية الكيريباتية
العلاقات الكاميرونية الكيريباتية هي العلاقات الثنائية التي تجمع بين الكاميرون وكيريباتي.

## مقارنة بين البلدين
هذه مقارنة عامة ومرجعية للدولتين:
| وجه المقارنة                                              | الكاميرون                      | كيريباتي                        |
| --------------------------------------------------------- | ------------------------------ | ------------------------------- |
| المساحة (كم2)                                             | 475.44 ألف                     | 811                             |
| عدد السكان (نسمة)                                         | 24.05 مليون                    | 116.40 ألف                      |
| الكثافة السكانية (ن./كم²)                                 | 50.58                          | 14.35 ألف                       |
| العاصمة                                                   | ياوندي                         | جنوب تاراوا                     |
| اللغة الرسمية                                             | لغة فرنسية، لغة إنجليزية       | لغة إنجليزية، اللغة الكيريباتية |
| العملة                                                    | فرنك وسط أفريقي                | دولار كريباتي، دولار أسترالي    |
| الناتج المحلي الإجمالي (بليون دولار)                      | 34.80 مليار                    | 196.15 مليون                    |
| الناتج المحلي الإجمالي (تعادل القوة الشرائية) بليون دولار | 72.72 مليار                    | 224.26 مليون                    |
| الناتج المحلي الإجمالي الاسمي للفرد دولار أمريكي          | 1.22 ألف                       | 1.42 ألف                        |
| الناتج المحلي الإجمالي للفرد دولار أمريكي                 | 2.97 ألف                       | 1.81 ألف                        |
| مؤشر التنمية البشرية                                      | 0.512                          | 0.590                           |
| رمز المكالمات الدولي                                      | +237                           | +686                            |
| رمز الإنترنت                                              | .cm                            | .ki                             |
| المنطقة الزمنية                                           | توقيت غرب أفريقيا، ت ع م+01:00 |                                 |

## منظمات دولية مشتركة
يشترك البلدان في عضوية مجموعة من المنظمات الدولية، منها:
| علم المنظمة | اسم المنظمة                                 | تاريخ انضمام الكاميرون | تاريخ انضمام كيريباتي |
| ----------- | ------------------------------------------- | ---------------------- | --------------------- |
|             | مؤسسة التنمية الدولية                       | 10 أبريل 1964          | 2 أكتوبر 1986         |
|             | يونسكو                                      | 11 نوفمبر 1960         | 24 أكتوبر 1989        |
|             | الأمم المتحدة                               | 20 سبتمبر 1960         | 14 سبتمبر 1999        |
|             | مجموعة دول أفريقيا والكاريبي والمحيط الهادئ | ?                      | ?                     |
|             | دول الكومنولث                               | ?                      | ?                     |
|             | الاتحاد البريدي العالمي                     | ?                      | ?                     |
|             | البنك الدولي للإنشاء والتعمير               | 10 يوليو 1963          | 29 سبتمبر 1986        |
|             | الاتحاد الدولي للاتصالات                    | 22 ديسمبر 1960         | 3 نوفمبر 1986         |
|             | منظمة حظر الأسلحة الكيميائية                | ?                      | ?                     |
|             | مؤسسة التمويل الدولية                       | 1 أكتوبر 1974          | 2 أكتوبر 1986         |

## وصلات خارجية
- موقع وزارة الخارجية الكاميرونية